# 琅岐鎮
琅岐鎮（ろうきちん、ランチージェン）は福建省福州市馬尾区に属する鎮で、閩江の河口に位置している。琅岐鎮は琅岐島全島を含んでおり、同島は福建省で四番目に大きな島である。面積は92平方キロメートルで、東西15.3km、南北8.1km。人口は約7万人。

## 交通
琅岐鎮の南側は長楽区梅花鎮と琅岐大橋で繋がっており、西側の東岐埠頭と対岸の馬尾港は琅岐閩江大橋で結ばれています。

## 観光
琅岐鎮の主要な観光スポットは琅岐大橋、白雲寺、天竺寺、南山寺、天安寺など。

## 参考資料
1. ↑  長楽区地方志編纂委員会編 (2001-11). 長楽区志. 福州: 福建人民出版社. pp. 第二節　類型与分布. ISBN 7-211-03978-7